# To takie proste
Chansons représentant la Pologne au Concours Eurovision de la chanson
Ale jestem
(1997) Przytul mnie mocno
(1999)
To takie proste (en français : C'est si simple) est la chanson représentant la Pologne au Concours Eurovision de la chanson 1998, à Birmingham, au Royaume-Uni. Elle est interprétée par le groupe Sixteen.

## Sélection
Le diffuseur TVP 1 décide initialement d'un concours de sélection ouvert aux professionnels et d'une finale qui est un concert télévisé avec un vote ouvert au public. Cependant cette façon déplaît à des producteurs. La sélection devient un choix du comité TVP qui explique que le niveau des chansons soumises au concours rendait impossible l'organisation d'un concert avec la participation du public.

## Eurovision
La chanson est la septième de la soirée, succédant à Modlitba interprétée par Katarína Hasprová pour la Slovaquie et précédant Diva interprétée par Dana International pour Israël.
La chanson obtient 19 points et finit à la dix-septième place sur vingt-cinq participants.

### Points attribués à la Pologne
| 12 points   | 10 points  | 8 points | 7 points           | 6 points |
| ----------- | ---------- | -------- | ------------------ | -------- |
|             | - Roumanie |          |                    |          |
| 5 points    | 4 points   | 3 points | 2 points           |          |
| - Allemagne |            |          | - France - Hongrie |          |